# Incendio

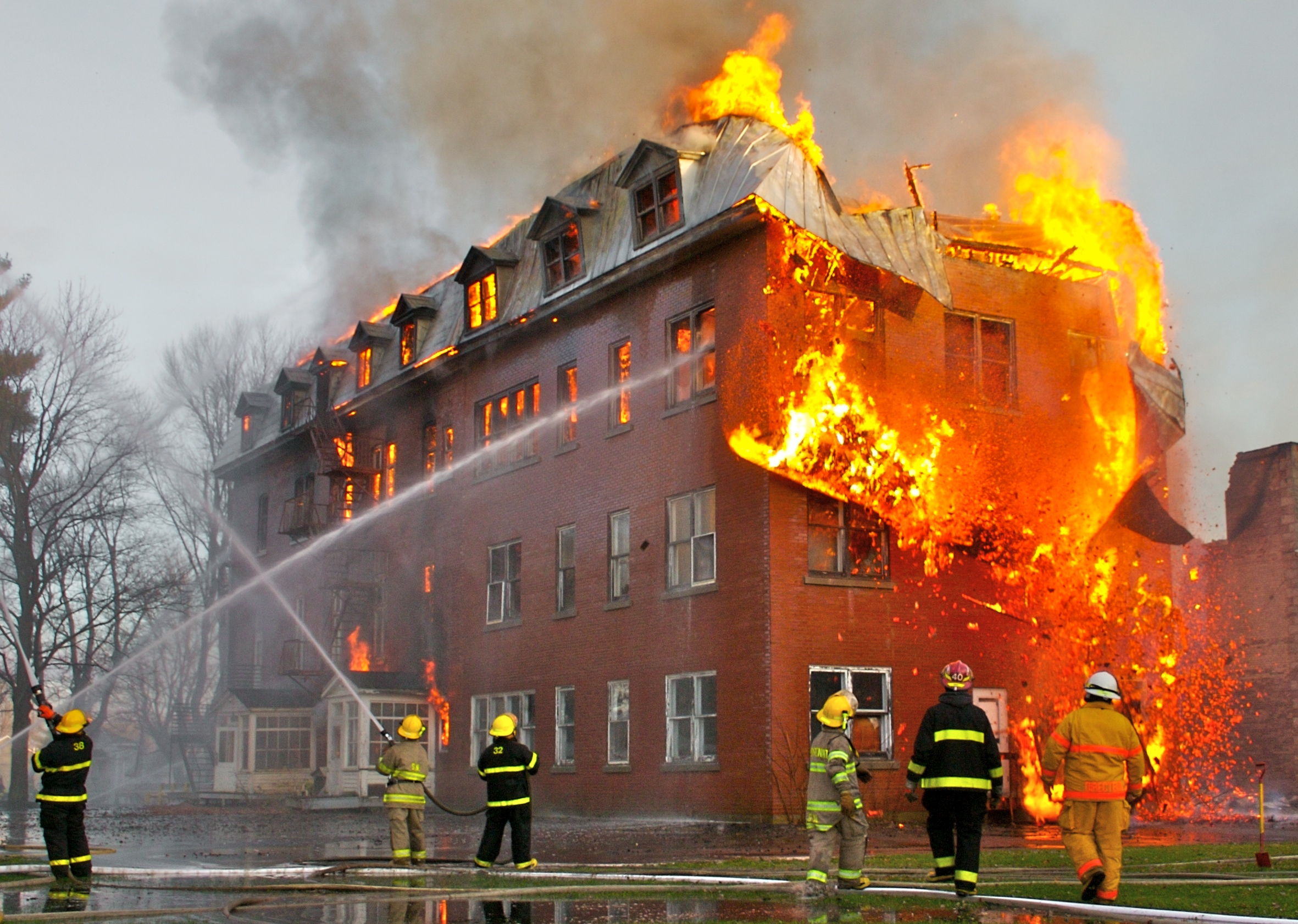
Un incendio en Massueville, Quebec, Canadá.

Un incendio (del latín incendium) es una aparición de fuego no controlada que puede afectar, abrasar o destruir algo que no está destinado a quemarse. Puede afectar a estructuras y a seres vivos. 
La exposición de los seres vivos a un incendio puede producirles daños muy graves e incluso la muerte, generalmente por inhalación de humo o por desvanecimiento producido por la intoxicación y posteriormente quemaduras graves.
Para que se inicie un fuego es necesario que se den conjuntamente tres componentes: combustible, oxígeno y calor o energía de activación, lo que se llama triángulo del fuego.

## Qué hacer en caso de incendio
Existen indicaciones largamente estudiadas acerca de cómo reaccionar rápido y correctamente contra incendios, para diversas situaciones:
- Los incendios en edificios (ver más abajo).
- Los incendios en la naturaleza (ver más abajo).
- Los incendios de vehículos terrestres (o a su alrededor).
- Los incendios de vehículos acuáticos.
- Los incendios de vehículos aéreos.

Orden de reacción habitual en caso de incendio:
1. Apagar el fuego del incendio con rapidez mientras sea todavía manejable.
2. Si el fuego aumenta hasta hacerse incontrolable, las demás reacciones en caso de incendio son de tipo defensivo y para lograr la supervivencia de la gente en esa zona.

### Apagar el fuego de un incendio
Si el fuego es manejable y los que están allí pueden apagarlo (manteniendo una cierta seguridad), conviene apagarlo pronto, rápidamente, antes de que aumente demasiado (pues entonces sólo los bomberos podrían extinguirlo).
Quien apaga un fuego en cualquier lugar corre el riesgo de quedarse acorralado por las llamas (y más si no es un profesional). Cuando ya no es posible apagar el fuego, sólo quedan las demás reacciones en caso de incendio. Hay tiempo para quedarse a intentar apagar un incendio hasta que éste bloquee todas las vías de escape que queden, pues alguna de éstas debe ser utilizada para salir por allí a tiempo. 

Precauciones antes de intentar apagar fuego:
- Evitar respirar cualquier posible sustancia tóxica en humos, vapores o gases. Para ello, uno puede cubrirse la nariz y la boca con algún tejido (como la ropa o una mascarilla) mojado con agua (no con sustancias inflamables).
- No usar sustancias inflamables cerca del fuego. Eso incluye a la mayoría de los sprays (aerosoles), que incluso podrían explotar por el calor.Símbolo de peligro por material inflamable (otros símbolos similares pueden ser usados).
El olor a gas y su registro en el contador pueden revelar que hay un escape de esa sustancia (leer texto a la izquierda).

Símbolo de peligro por material inflamable (otros símbolos similares pueden ser usados).
El olor a gas y su registro en el contador pueden revelar que hay un escape de esa sustancia (leer texto a la izquierda).

- Si hay alguna sustancia inflamable ardiendo o que puede arder (como el gas, que posee un olor reconocible, y el alcohol, así como muchas colonias y productos de limpieza, y los combustibles como la gasolina y el diésel), conviene impedir el contacto entre esa sustancia y las llamas.
El vertido de cualquier sustancia inflamable tendrá que ser cortado en algún momento (sea cerrando una válvula, o taponando eficazmente un punto de fuga de gas con un material válido adaptable, por ejemplo, hasta reparar la fuga).
Es posible solicitar esas tareas a quien esté en condiciones de hacerlas.
Gases inflamables: sería imposible en general el alejarlos de las llamas, por lo que a veces no hay más opción que apagarlas antes de que el gas las alcance (si aún hay tiempo), y sacar rápidamente a todos los individuos del recinto tras indicarles que no enciendan fuego (ni siquiera para fumar o cocinar), y luego disipar el gas ventilando (media hora en casos normales).
Una fuga de gas puede ser detectada por el olor, por posibles sonidos de soplo o silbido, y por los datos de su contador, y, en caso de duda, su suministro puede ser cerrado normalmente (o, en caso de ser encontrado un punto de fuga, taponándolo eficazmente con un material válido adaptable, por ejemplo, hasta que sea reparada la fuga).
- No quedar encerrado en espacios pequeños con artefactos que puedan explotar, como en ascensores cuando hay dentro baterías (o aparatos similares) que arden, están sobrecalentados o son defectuosos.
- Si hay algún aparato eléctrico ardiendo o que puede arder, conviene apagar las llamas que tenga (con un extintor o agua) estando situadas las personas a una distancia segura. El aparato también puede ser desactivado previamente (tal como pone aquí debajo), aunque eso impedirá su uso.
- Si hay riesgo de electrocutarse en una zona donde puede haber electricidad circulando (por ejemplo, donde haya cables eléctricos rotos), no tocar directamente a los objetos que puedan estar electrificados, ni a las zonas con agua o metálicas junto a ellos. Es recomendable apagar ese incendio (con un extintor adecuado, o con agua) estando las personas situadas a una distancia segura de todo eso, e incluso tras cortar antes la corriente eléctrica de esa zona si es posible.
Algunas maneras de cortar la electricidad son: desactivar un aparato eléctrico electrificado, o desenchufarlo si es de enchufe (y no utiliza baterías ni pilas), arriesgarse a cortar el cable de ese enchufe con unas tijeras aislantes (de mangos recubiertos de plástico), o quitar (o pedir que quiten) la corriente eléctrica de esa zona desde algún panel eléctrico (caja de fusibles).
- Avisar al resto de personas cercanas cuando el incendio sea ya bastante grande, e informarles de lo que uno va a hacer.
- Si alguna llama lo alcanza a uno, apagarla mediante agua o líquidos no inflamables, o azotándolas (por ejemplo: con mantas, o con trapos húmedos), o rodando por el suelo (en algún tramo de suelo adecuado) o con un extintor.

Maneras de apagar el fuego de un incendio:

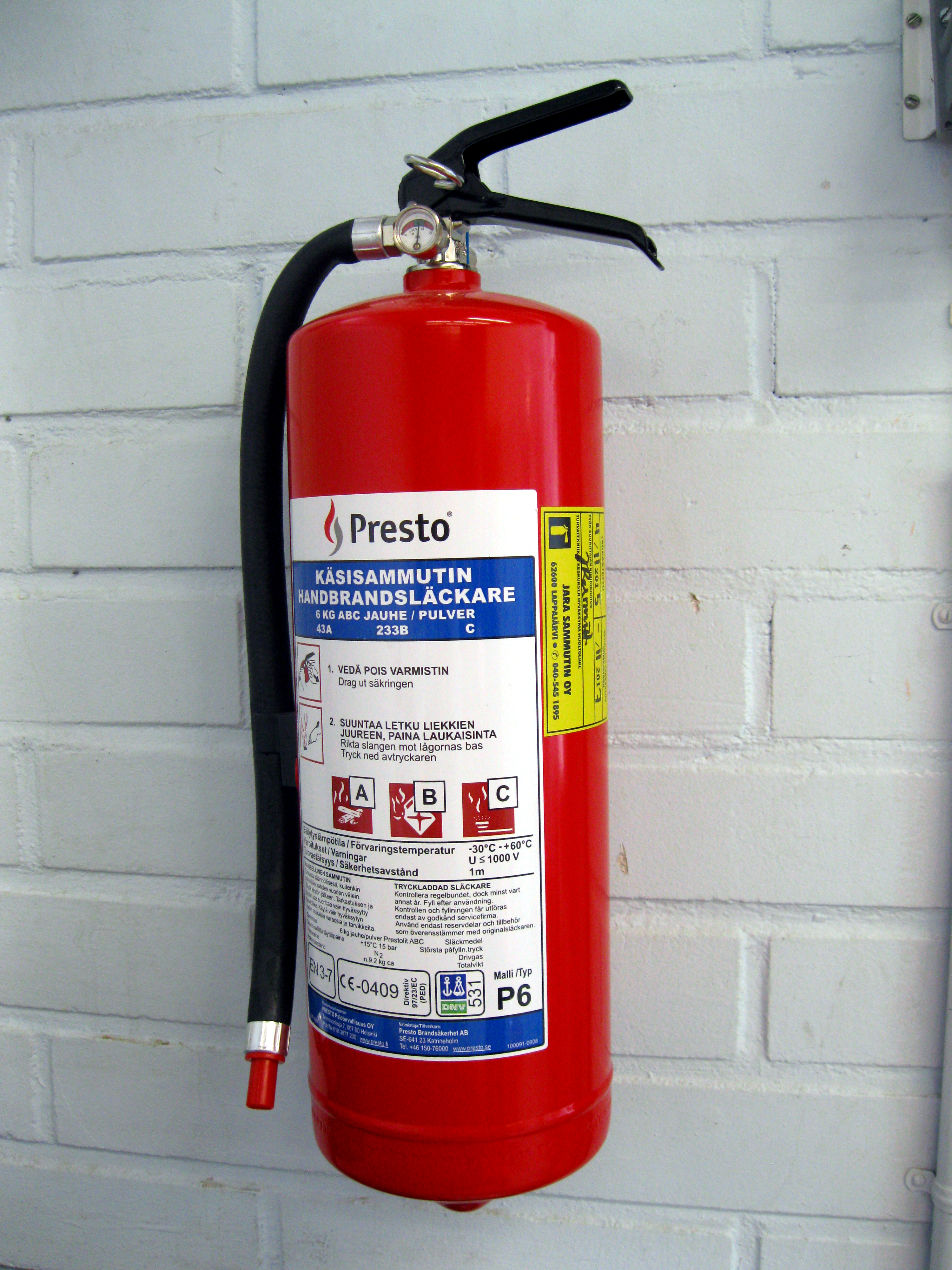
Extintor equipado con manguera, y clasificado para fuegos de tipo A, B y C. Arriba, en medio de las palancas de activación, aparece insertada su anilla de seguridad.

1. El mejor método es utilizar un extintor (extinguidor o matafuego).[5]Extintor equipado con manguera, y clasificado para fuegos de tipo A, B y C. Arriba, en medio de las palancas de activación, aparece insertada su anilla de seguridad.Hay diversos tipos de extintores, clasificados según los tipos de incendio para los que están preparados. Conviene que el extintor valga para distintos tipos de incendio (como uno que contenga dióxido de carbono —CO2— y/o algún polvo químico seco). Un extintor así, normalmente, sería de color rojo, y estaría clasificado con cualquier combinación de letras que no sea sólo "A" (pues la clasificación de sólo "A" suele indicar que sólo contiene agua; en cambio, si fuese, por ejemplo, "BC" o "ABC", contendría una sustancia válida para más situaciones).
Es conveniente sopesar el riesgo de electrocutarse por el uso de extintores de sólo agua (los cuales normalmente son los clasificados como tipo "A", sin más letras) sobre zonas en las que pueda estar circulando electricidad (por ejemplo, donde haya cables eléctricos rotos), pues el agua transmite la corriente eléctrica.[6] Por ello, en zonas que puedan estar electrificadas (incluyendo a los charcos y objetos metálicos alrededor), es conveniente utilizar el extintor de agua estando las personas situadas a una distancia segura. También es recomendable desactivar los aparatos eléctricos que haya allí (si es posible hacer eso con suficiente seguridad), aunque sabiendo que no podrán ser utilizados tras ello. Los aparatos eléctricos de que sean de enchufe (no de baterías ni de pilas) pueden ser apagados desenchufándolos de su toma de corriente (típicamente situada en la pared), o cortando (o pidiendo cortar) la corriente eléctrica de su zona desde algún panel eléctrico (caja de fusibles), o incluso, si fuese necesario, arriesgándose a cortar directamente el cable del enchufe del aparato que sea con unas tijeras aislantes (de mangos forrados con plástico).
Uso de un extintor: Antes de utilizar un extintor de cualquier tipo, hay que retirarle un seguro (normalmente una varilla con anilla, insertada en la zona de las palancas con forma de pinza que tiene el extintor en su parte de arriba). Para apagar el fuego, apuntar con su manguera (o con la boca de apertura que tenga) hacia a la base de las llamas y apretar las palancas.
2. El arrojar agua a las llamas es efectivo.
Sin embargo, hay que sopesar el riesgo de electrocutarse por el uso de agua en zonas por donde pueda estar circulando la electricidad (por ejemplo, donde haya cables eléctricos rotos, entre otras), pues el agua transmite la corriente eléctrica. Por ello, es conveniente arrojar el agua estando las personas situadas a una distancia segura de esas zonas (incluyendo a los charcos y objetos metálicos alrededor), e incluso desactivar antes los aparatos eléctricos que haya allí (si es posible hacer eso con suficiente seguridad), teniendo en cuenta que no podrán ser utilizados más tras ello. Todos los aparatos eléctricos que sean de enchufe (no de baterías ni de pilas) pueden ser apagados desenchufándolos de su toma de corriente (típicamente situada en la pared), o cortando la corriente eléctrica de esa zona desde el panel eléctrico (caja de fusibles) de la casa, o pidiéndole a alguien (a los administradores o al personal de mantenimiento de un edificio, o a los conductores de un vehículo grande) que la corten desde otro sitio (si eso es posible) o incluso, si fuese necesario, el aparato que sea podría ser desactivado arriesgándose a cortar directamente el cable de su enchufe con unas tijeras aislantes (las cuales tienen mangos recubiertos con plástico).
Además, cuando hay algún tipo de aceite incendiado, el agua puede provocar que el aceite salte en todas direcciones y chisporrotee.
3. Es posible sofocar llamas con una manta si no son muy grandes, cubriéndolas e incluso azotándolas con ella (no simplemente tirando la manta a las llamas, pues podría caer de manera incorrecta y fallar). La manta apaga las llamas porque elimina parte del oxígeno que necesitan para mantenerse encendidas.
Este sistema puede ser especialmente útil en incendios con aceite, pues arrojarle agua encima puede provocar el efecto de que salte y chisporrotee.
Si hay riesgo de electrocutarse en esa tarea (por tocar directamente objetos electrificados, o zonas húmedas o metales junto a ellos), es conveniente que los aparatos eléctricos que haya allí sean antes apagados, o desenchufados (si es que no son de baterías ni de pilas), o desactivar (o pedir que desactiven) la corriente eléctrica de esa zona desde el panel eléctrico (caja de fusibles) de la casa, e incluso, si es necesario, cortar directamente el cable del enchufe del aparato que sea con unas tijeras aislantes (de mangos recubiertos de plástico); cualquiera de esas tareas debe ser hecha con suficiente seguridad, y sabiendo que todos los sistemas eléctricos desactivados dejarán de funcionar.
Existen mantas que son instrumentos profesionales para apagar incendios (llamadas manta ignífuga, manta anti-fuego o manta antifuego, manta anti-incendios o manta antiincendios, y manta apaga-fuegos o manta apagafuegos).
Uso contra el fuego de cualquier manta: Si no hay manta profesional, es posible intentarlo con una manta muy gruesa, o con algo muy similar (como trapos) que sea adecuado para el tamaño de las llamas, el cual también puede ser empapado en agua (excepto en incendios con aceite, pues el agua podría hacer que el aceite saltase). El usuario de la manta se aproximaría a las llamas utilizándola como parapeto, y luego las cubriría con ella. En caso de que, usando la manta, una llama llegue a la ropa y la incendie, la ropa puede ser apagada azotándola (por ejemplo: con la misma manta), o con agua, o rodando por el suelo (preferiblemente por algún tramo de suelo adecuado), o con un extintor. Todas las llamas deben terminar tapadas y apagadas.
4. De manera similar, es posible sofocar llamas pequeñas mediante pisotones con la suela de los zapatos (con el cuidado suficiente como para no arder uno mismo), antes de que crezcan y provoquen un incendio mayor.
Si hay riesgo de electrocutarse intentándolo (por tocar directamente objetos electrificados, o zonas húmedas o metales junto a ellos), es conveniente que los aparatos eléctricos que haya allí sean antes apagados, o desenchufados (si es que no son de baterías ni de pilas), o desactivar (o pedir que desactiven) la corriente eléctrica de esa zona desde el panel eléctrico (caja de fusibles) de la casa, e incluso, si fuese necesario, cortar directamente el cable del enchufe de los aparatos con unas tijeras aislantes (de mangos de plástico); cualquiera de esas tareas debe ser hecha con suficiente seguridad, y teniendo en cuenta que todos los sistemas eléctricos desactivados dejarán de funcionar.
En el raro caso de que, pisando una llama pequeña, ésta suba por la ropa y la incendie, la ropa podría ser apagada con agua, o azotándola (por ejemplo: con mantas, o trapos empapados en un líquido no inflamable), o rodando por el suelo (preferiblemente por algún tramo de suelo adecuado), o con un extintor.
5. Los incendios pequeños pueden ser apagados con bicarbonato de sodio (en inglés: baking soda), en una cantidad proporcional.

Si el fuego no puede ser apagado, será necesario proceder a realizar las otras reacciones posibles (leer debajo).

### Otras reacciones posteriores: evasivas, defensivas y de supervivencia

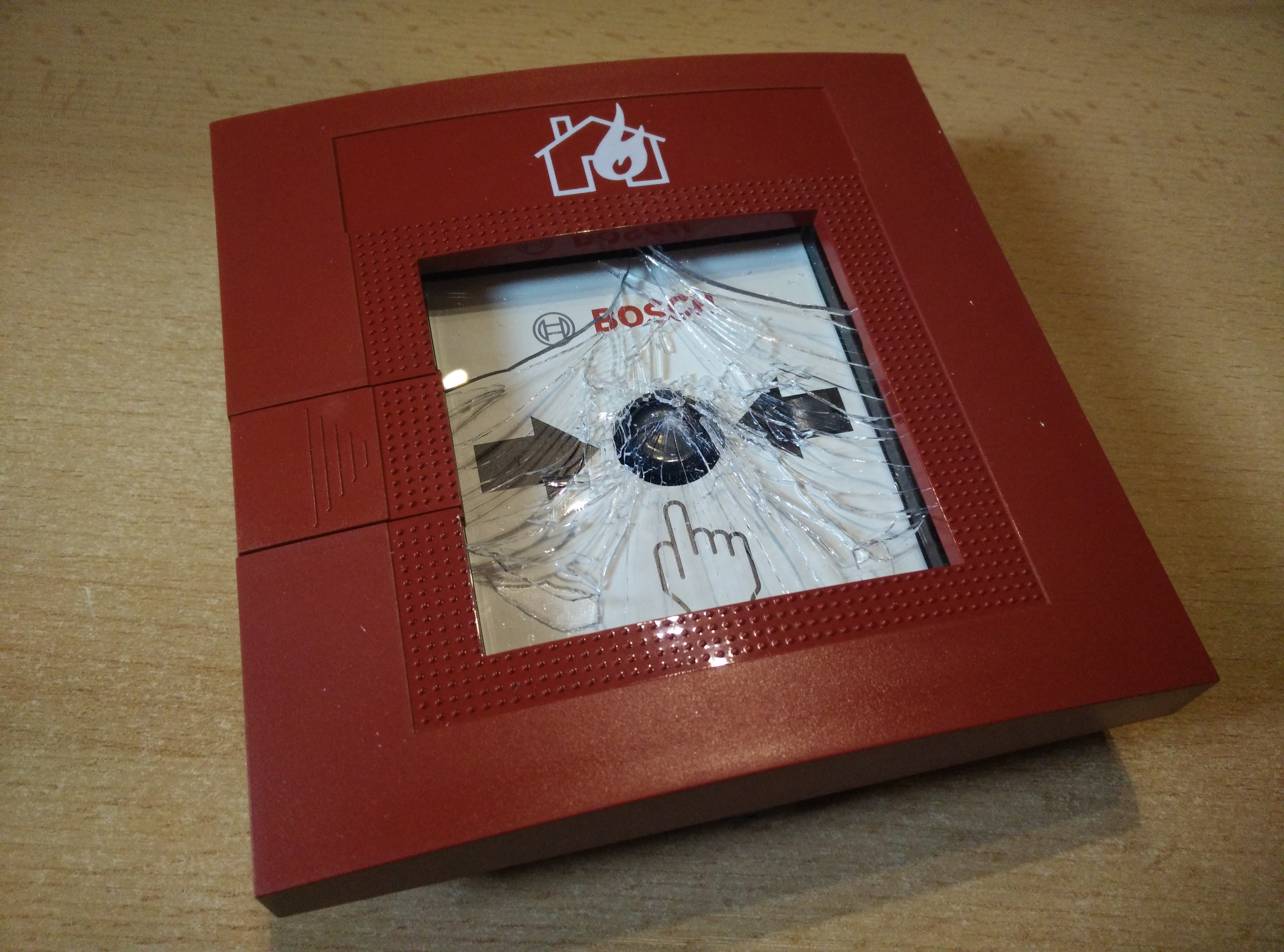
Alarma contra incendios de botón activada, con su cristal ya roto. Conviene usar más métodos de aviso (leer texto a la izquierda).

Cuando el incendio ya no puede ser apagado (excepto por bomberos), hay que realizar las demás reacciones posibles:
- Alertar rápidamente al resto de personas en la zona para avisar del incendio y que escapen: sean otros habitantes de la casa, vecinos del edificio, pasajeros de un vehículo, o gente en una zona natural. Los discapacitados pueden requerir algún tipo de ayuda si hay que escapar.[8]
Estando en un edificio, es requerido avisar a los vecinos, lo cual puede ser hecho de varias maneras: por teléfono (mientras aún haya tiempo para eso), llamando a su puerta (hasta donde uno llegue con cierta seguridad),[9] gritando "¡fuego!" o algo similar, y finalmente desde el timbre de la calle, e insistiendo desde allí por teléfono, etc. Las tareas de aviso pueden ser repartidas entre varios de los vecinos.
Algunos edificios y vehículos tienen alarmas de incendios que pueden ser activadas (aunque lo apropiado es advertir del fuego directamente a la mayor cantidad de personas posible en esa zona, en cualquier caso).

- Llamar por teléfono a los bomberos para avisar de cualquier incendio visible (por si acaso nadie les ha avisado de ello). Y también a los servicios médicos de emergencia si es necesario. Para ello, es posible consultar una lista de números de teléfonos de emergencia. Estando en un vehículo terrestre que arde (leer más adelante acerca de incendios en vehículos terrestres), sería conveniente detenerlo en un lugar apartado y llamar después de salir.
- No situar sustancias inflamables en la zona que arde ni muy cerca de las llamas. Eso incluye a la mayoría de los sprays (aerosoles), pues podrían explotar por el calor (e incluso por haber quedado expuestos a demasiada luz solar).
- Si hay vertida o almacenada cerca alguna sustancia inflamable que pueda arder o que ya esté ardiendo (como el gas, el alcohol, muchas colonias y productos de limpieza, la gasolina, y el diésel, gasóleo o gasoil), sería conveniente cortar el vertido de esa sustancia (por ejemplo: cerrando su válvula) e impedir los posibles accesos entre esa sustancia y las llamas (por ejemplo: entre gasolina y las llamas), aunque esto podría ser imposible en el caso de gases, puesto que se expanden rápidamente. Otra opción es pedir (a la empresa que suministra la sustancia, a los administradores o al personal de mantenimiento de una instalación, o a los conductores de un vehículo) que corten el flujo de la sustancia peligrosa o intenten alejarla de las llamas (si es que eso es posible).
En escapes de gas: sería imposible en general el alejarlos de las llamas. En caso de incendio incontenible en un recinto con gas, es requerido desalojar rápidamente a todos los individuos allí. Solicitar el corte de suministro de gas a los administradores de una instalación cuando sea posible. Si ha habido un escape de gas, habrá que disiparlo ventilando (media hora en casos normales, sin encender fuego alguno en esa zona mientras tanto, ni siquiera para fumar o cocinar). Las fugas de gas pueden ser detectadas por el olor, por posibles sonidos de soplo o silbido, y por los datos de su contador, y, en caso de duda, su suministro puede ser cerrado normalmente (o, si hay un punto de fuga, taponándolo eficazmente con un material válido adaptable, por ejemplo, hasta que sea reparada la fuga). La acumulación de gas en un espacio hace al aire allí cada vez más inflamable.
- Si hay algún aparato eléctrico que arde o puede arder (sea por llamas, calor, o, más raramente, por pequeños charcos de agua que cambian la trayectoria de la electricidad), es conveniente evitar quedar encerrado junto a él.
No tocar a los objetos que puedan estar electrificados (por ejemplo: cables rotos), ni a zonas húmedas o metálicas pegadas a ellos, directamente (sin alguna materia de tipo aislante que funcione como protección suficiente contra la electricidad).
Si el aparato ya está ardiendo, sería conveniente situar a las personas a una distancia segura alejada de él (y de los charcos y objetos metálicos alrededor), y usar desde allí alguna manera apropiada de apagar el fuego (ver más arriba), para extinguir así sus llamas, o al menos enfriarlo.
También es recomendable desactivar a ese aparato, aunque antes hay que considerar que ya no podrá ser utilizado. Si el aparato es sólo de enchufe (no de baterías ni de pilas), es posible desactivarlo desenchufándolo del punto desde el que toma corriente (típicamente, de su enchufe correspondiente en la pared) o cortando la corriente eléctrica de ese punto desde el panel eléctrico de la casa (la caja de fusibles). Otra opción es pedir (a los administradores de un edificio, a su personal de mantenimiento, o a los conductores de un vehículo grande) que desactiven la corriente eléctrica de ese punto (si eso es posible). Y, cuando desenchufar el aparato que arde es demasiado urgente o peligroso, es posible arriesgarse a cortar el cable de su enchufe con unas tijeras de mangos aislantes (recubiertos de plástico adecuadamente).

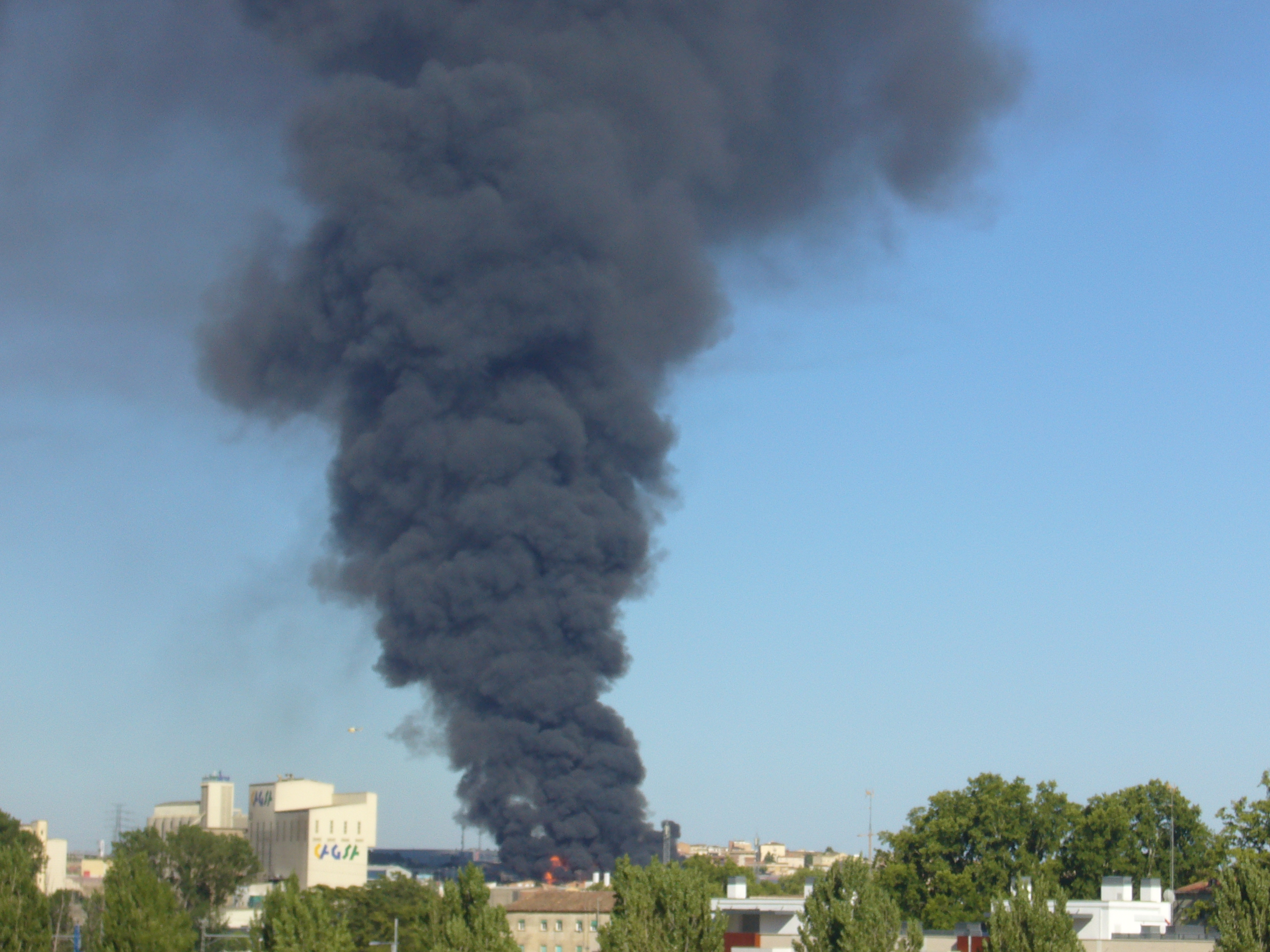
Algunas sustancias desprenden gases tóxicos cuando arden.

- Algunas sustancias desprenden gases tóxicos cuando arden.Evitar el humo y los vapores tóxicos, alejándose de ellos, tapándose, y bloqueando su entrada (sea en edificios, en el campo o en vehículos que arden). Diversos productos sintéticos de la actualidad desprenden gases muy tóxicos cuando arden (como muchas pinturas).
Conviene cerrar las ventanas y las puertas por donde vaya a pasar humo, pero no cerrarlas con llave ni pestillo, para que puedan ser abiertas fácilmente. Si es posible, dejar tapadas sus aperturas y rendijas con tejidos o ropa húmedos.
Cuando el humo es excesivo, agacharse y avanzar gateando, porque el humo tiende a ir hacia arriba. El cubrirse la nariz y la boca con un tejido (como un pañuelo o un trozo de ropa) puede servir de barrera respiratoria, y más tras empaparlo[10] en agua o en algún otro líquido (pero no en sustancias inflamables como lo son el alcohol, muchas colonias y productos de limpieza, y combustibles como la gasolina y el diésel). Una mascarilla normal también puede ser mojada, hasta donde permita su consistencia.

- Si el fuego (en una casa o la naturaleza) es incontenible (es decir: imposible de apagar por la gente allí), la reacción consiste principalmente en utilizar alguna vía de escape para evacuar el sitio y salir fuera de la zona de incendio. Las vías de escape (llamadas técnicamente "rutas de evacuación" o "rutas de escape") incluyen a cualquier camino por donde sea posible huir: pasillos, puertas, ventanas muy bajas, escaleras, zonas de campo sin llamas, etc. Hay que escapar pronto, pero hay tiempo para eso antes de que el fuego haya cerrado la última de las vías de escape disponibles.

Símbolo de salida de emergencia (otros símbolos similares pueden ser usados). Indican alguna vía de salida, normalmente rápida y especialmente habilitada para ello. Es habitual que estén iluminados o brillen.

  1. Símbolo de salida de emergencia (otros símbolos similares pueden ser usados). Indican alguna vía de salida, normalmente rápida y especialmente habilitada para ello. Es habitual que estén iluminados o brillen.Estando en un edificio, la estrategia de escape es hacia fuera del edificio, mientras eso sea posible. Algunos edificios tienen ya preparadas rutas de evacuación para incendios que están señalizadas con carteles, o directamente tienen escaleras de incendios en alguna fachada exterior. Es recomendable averiguar en qué parte del edificio está el fuego, y cuánto espacio abarca, para saber por dónde escapar. Conviene mantenerse alejado, si es posible, de donde haya combustibles como la gasolina y el gasoil (diésel), gas u otras sustancias inflamables, por el riesgo de que puedan explotar (puede haberlos en una cocina, o en un garaje con coches, etc.). Si el edificio tiene recubrimientos inflamables, es previsible que éstos hayan empezado a arder si las llamas han llegado allí. Está recomendado utilizar las escaleras en vez del ascensor, pues el fuego podría cortar la corriente eléctrica y dejar a sus ocupantes atrapados dentro y envueltos en humo.Bomberos observando la evolución de un incendio de monte.

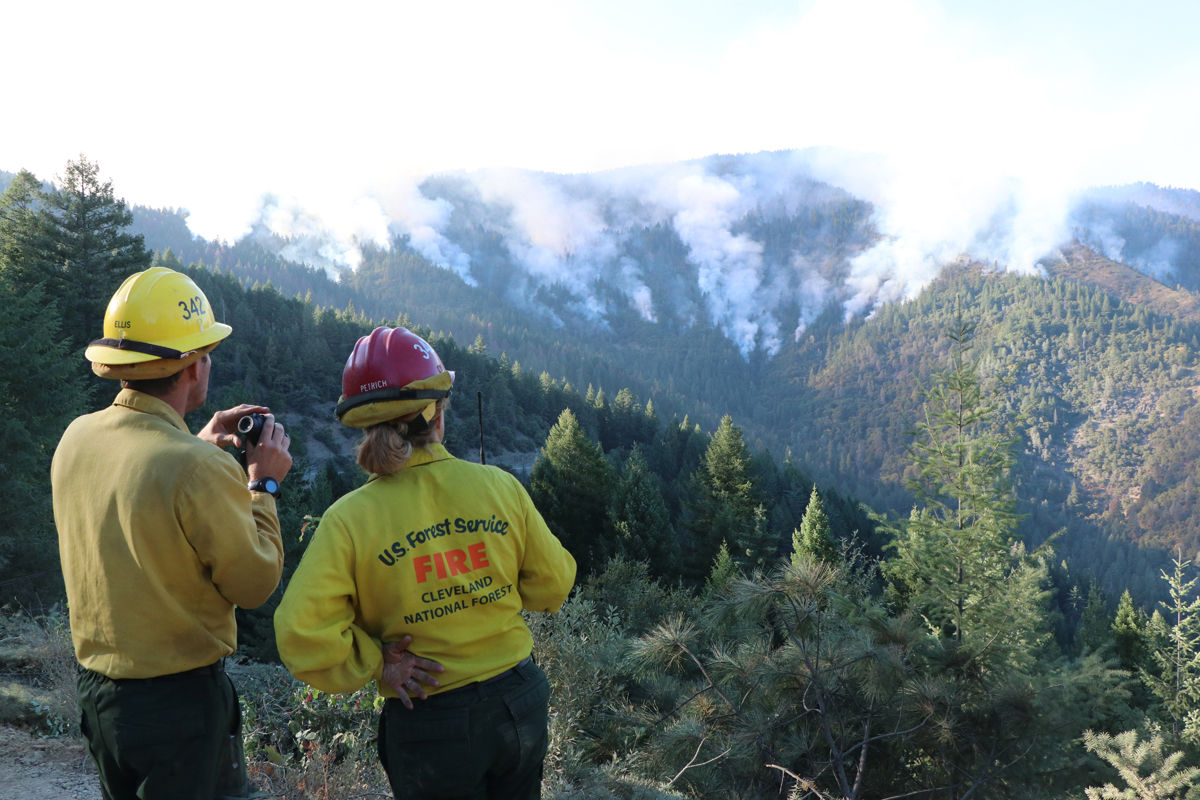
Bomberos observando la evolución de un incendio de monte.

Durante la huida del incendio, las puertas deben ser abiertas con cuidado por si hay fuego detrás (y, si el asa de una puerta está muy caliente, es probable que sí). Es posible obstruir el fuego cerrando las puertas por donde vaya a pasar, pero sin llave y sin pestillo, para que puedan ser abiertas fácilmente. En caso de quedar completamente a oscuras, uno puede orientarse y guiarse hacia el exterior tocando las paredes.
  2. Estando en la naturaleza, guiarse por avanzar en contra de la dirección del viento (la cual es visible en el humo) y hacia abajo (pues el fuego suele subir), si es que hay duda de hacia dónde escapar. El fuego en el campo no avanza por las zonas no inflamables (como franjas de tierra seca sin vegetación, ríos, o carreteras que pasen por allí), por eso los bomberos cercan a veces los incendios deforestando a su alrededor.

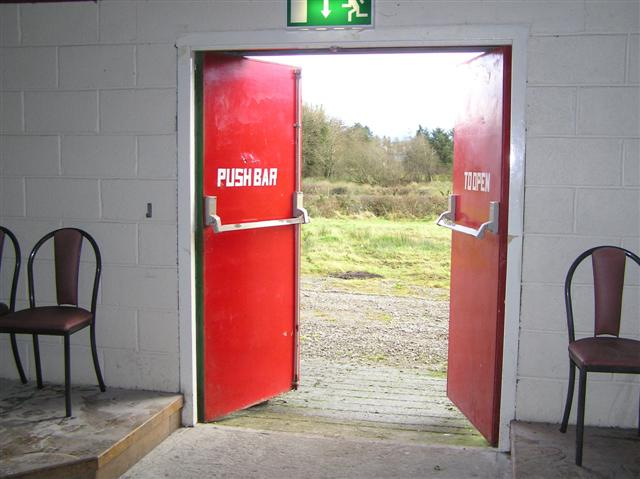
Puertas dobles de una salida de emergencia, con su barra de apertura.

  3. Puertas dobles de una salida de emergencia, con su barra de apertura.Además, sea un edificio o en la naturaleza, si fuese necesario atravesar zonas con llamas, el protegerse, y el mojar la ropa, dificulta arder (pero no si uno se empapa en sustancias inflamables, como lo son el alcohol, muchas colonias y productos de limpieza, y combustibles como la gasolina y el diésel).
Conviene calcular la altura y la profundidad de las llamas antes de arriesgarse a saltarlas o atravesarlas, pues a veces veces es preferible esperar resguardado cuando el fuego acorrala (una situación grave descrita más abajo).
Y, si el fuego prende la ropa, es posible apagarlo mediante agua (o líquidos no inflamables), o sumergiéndose (aunque la ropa ganaría peso así), o azotándolo (por ejemplo: con mantas, o trapos húmedos), o rodando por el suelo (mejor si es en un tramo de suelo adecuado para ello), o con un extintor.
  4. Conviene no regresar a un incendio después de escapar de él, aunque uno se haya dejado algo olvidado allí (obviamente, porque intentar regresar sería peligroso).
  5. Hay tiempo para escapar hasta que el fuego cierre todas las vías de escape de una zona. Cuando un incendio ya ha cerrado todas las vías de escape de una zona, la gente en su interior queda acorralada por el fuego (leer debajo).
- En caso de quedar acorralado (sin salida) por el fuego:
  1. Estando acorralado (sin salida) por llamas dentro de una casa:Los bomberos pueden evacuar un piso en llamas a través de alguna de sus ventanas. Sus vehículos habituales alcanzarían normalmente un 7º piso.

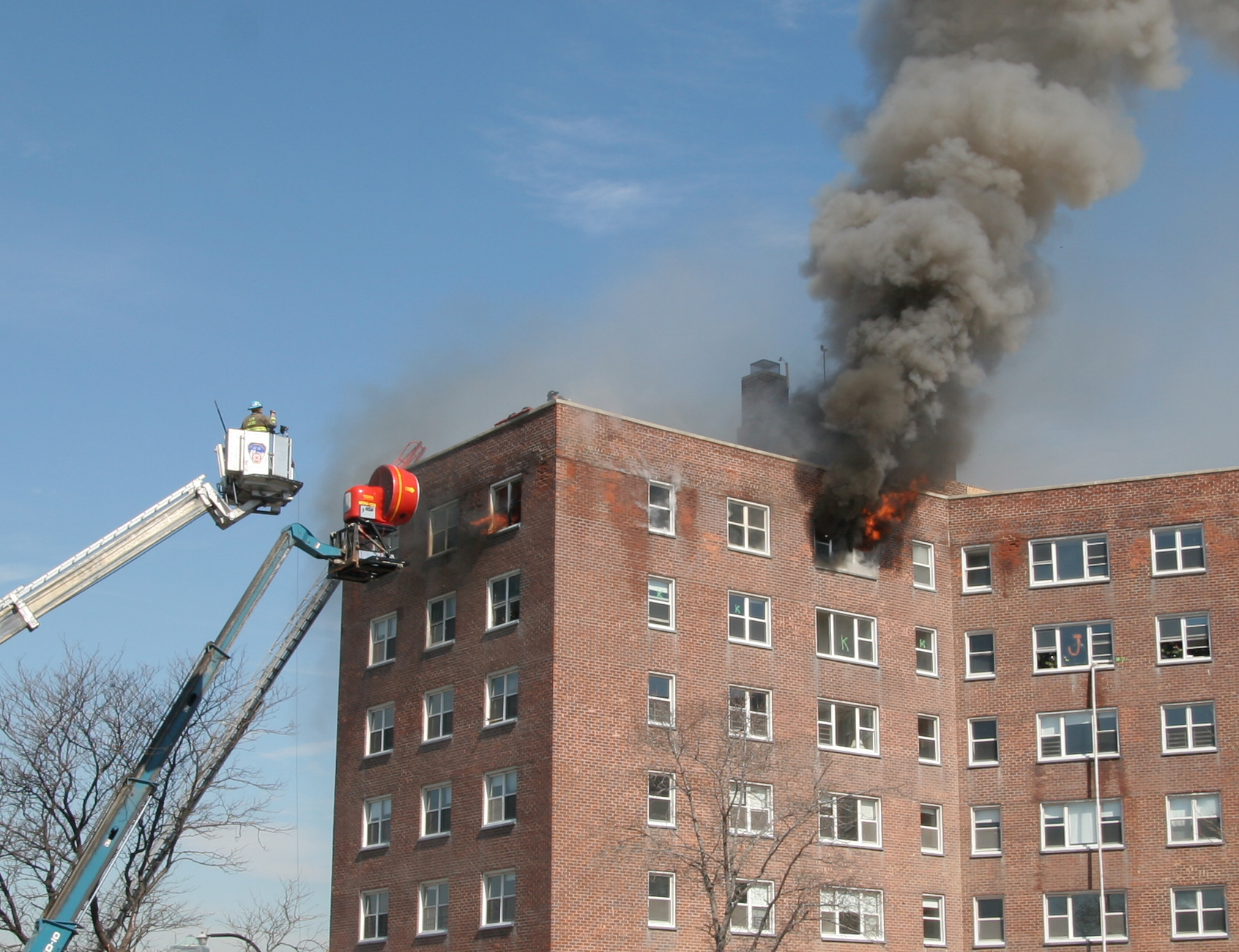
Los bomberos pueden evacuar un piso en llamas a través de alguna de sus ventanas. Sus vehículos habituales alcanzarían normalmente un 7º piso.

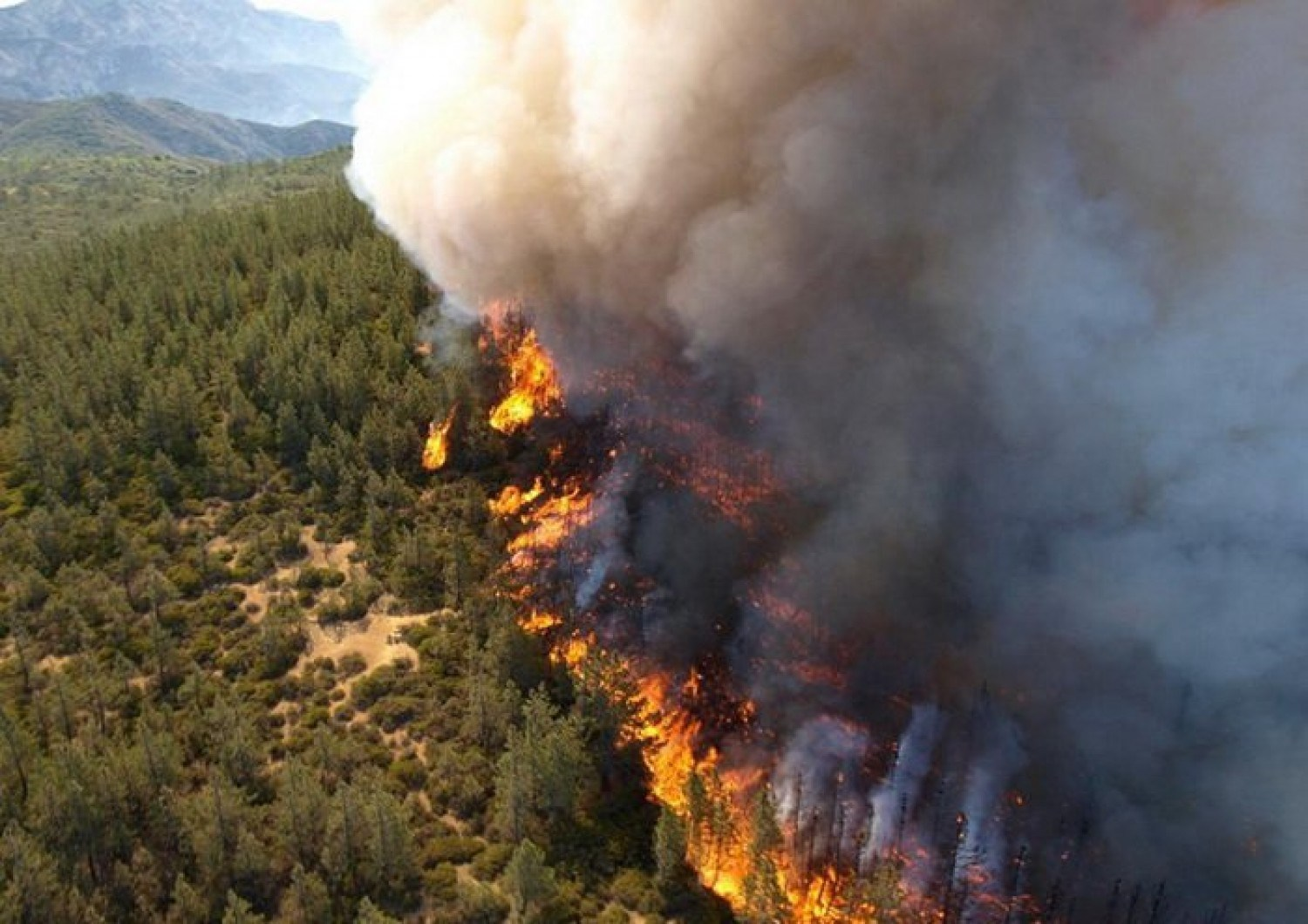
Zona forestal ardiendo por un incendio de gran tamaño, con abundancia de humo.

    - Avisar de que uno está cercado por las llamas: Llamando por teléfono a los bomberos, y a los servicios médicos de emergencia siempre que sea necesario (es posible consultar una lista de números de teléfonos de emergencia de diversos países donde hablan el español aquí), pero, además, avisar a cualquier persona avistada o que pueda haber en esa zona, con gritos, con gestos llamativos, y con señales lumínicas.
    - Si las llamas aún no han entrado en la casa: actuar como en el caso descrito más abajo de resguardarse del cerco de llamas dentro de una casa. Plantearse el arriesgarse a atravesar las llamas (ver más abajo), si eso es posible, en vez de protegerse adentro.
    - Cerrar el paso al cerco de llamas: Es posible obstruir el avance de las llamas cerrando las puertas por donde vaya a pasar, pero sin llave y sin pestillo, para que puedan ser abiertas fácilmente si es necesario.
    - Refugiarse del cerco de llamas en zonas elevadas y/o exteriores: Una posibilidad es salir al balcón y esperar a ser rescatado por los bomberos, sea mediante un vehículo mecánico extensible (autoescala), o mediante una lona elástica o colchoneta a la que saltar. Por ello, recomiendan quedar resguardado, pero en sitios visibles (balcones o ventanas). Los vehículos de bomberos equipados con autoescala normales pueden rescatar a personas situadas en una altura de hasta un 7º piso. Mayores alturas requerirían vehículos especiales o pensar en otros métodos (utilizar una escalera desde la fachada de al lado, o un helicóptero incluso, etc.).
En situaciones desesperadas, algunos han logrado escapar descendiendo desde su balcón o ventana por una cuerda o sábana (o varias sábanas fuertemente anudadas, incluso), o saltando desde allí hacia alguna base mullida (por ejemplo: de colchones) que ellos mismos han preparado tirando cosas desde allí o que ha sido colocada por sus vecinos[11] (siendo en ese caso el objetivo el de caer en mitad de la base que sea, y no fuera ni por alguna intersección o hueco intermedio). Y, en otras situaciones incluso más desesperadas, algunos han salido por una ventana hacia la cornisa del edificio, u otro soporte, para intentar escapar o al menos quedarse esperando allí[12] (en tal caso, aún es posible intentar atarse con alguna cuerda o sábana a alguna estructura saliente que esté fuera del alcance de las llamas).
Una alternativa similar, en caso de que la salida por la parte baja del edificio esté ya cerrada por el fuego, es la de subir a la azotea o tejado, lo cual considera que esa zona no es inflamable y será posible obstruir el paso de las llamas hacia allí. Es muy normal que el acceso a la azotea esté cerrado y que, para ser abierto, requiera a alguien que tenga la llave correspondiente: sea su propietario, el portero, algún vigilante del edificio, o quien sea (en algunos casos sería posible forzar el acceso con herramientas, pero conviene conservar la puerta en su sitio). Desde la parte alta del edificio, uno esperaría a ser visto y rescatado por los bomberos mediante cualquier sistema, que puede ser un vehículo mecánico extensible (autoescala), o una lona elástica o colchoneta a la que saltar, pero también alguna escalera que haga de puente hasta el edificio de al lado, o incluso un helicóptero.
    - Refugiarse del cerco de llamas en una habitación: Estando en el interior de un edificio, o en un apartamento, o incluso dentro de una sola habitación, puede ser conveniente tapar sus aperturas y rendijas hacia el exterior con tejidos o ropa (mejor húmedos) y/o con otros objetos que queden muy ajustados a la apertura y que no estén hechos de materiales inflamables (son inflamables el papel, el cartón, los plásticos, las gomas, la madera, etc.), para así obstaculizar la entrada de fuego y humo hacia el interior. Si entra humo, permanecer cerca del suelo para evitar inhalarlo. Algunas personas ya acorraladas por el fuego se refugian en lugares con agua corriente (especialmente en el baño), para así aguantar más tiempo utilizando el agua para humedecerse y combatir el calor y las llamas que entren, lo cual puede funcionar, pero no asegura sobrevivir, pues las habitaciones interiores (como suelen ser los baños) dificultan normalmente el acceso de los bomberos, mientras que estar en la azotea del edificio, o en algún balcón, facilita el avisar y el ser visibilizado y rescatado.
    - Romper estructuras: Si al lado de una habitación acorralada por el fuego hay espacios abiertos o habitaciones (por ejemplo, en edificios de vecinos), y no están ardiendo, la única manera de escapar vivo de allí puede ser que alguien (uno mismo, o la gente que haya fuera) use un objeto contundente para romper alguna pared, suelo o techo, y salir a través del agujero hacia un espacio sin llamas,[13] pero, si el espacio del que uno viene, o al que uno va, ya estaba ardiendo, el fuego tenderá a avanzar, a través de ese mismo agujero, desde un lado hacia el otro.

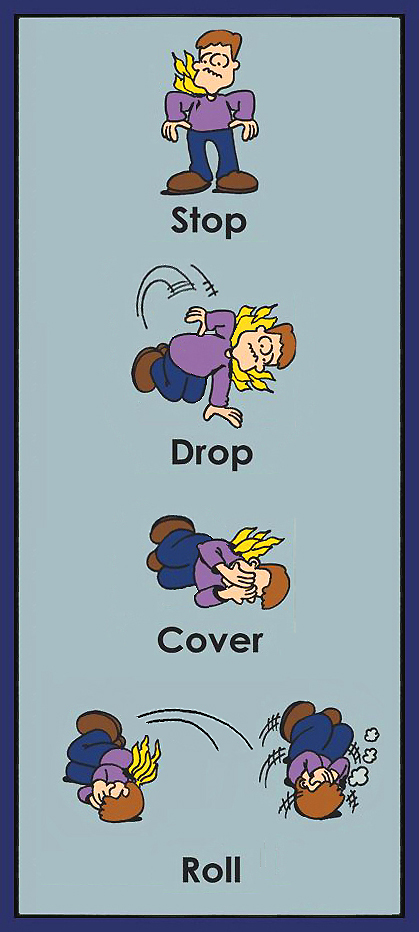
Rodar por el suelo puede apagar a las llamas en la ropa.

    - Arriesgarse a atravesar llamas: Si uno cree que la única opción que funcionará es intentar saltar el cerco de llamas o atravesarlo (directamente, frontalmente), antes de que sea demasiado tarde o más desesperadamente, conviene que antes calcule su altura y su profundidad y vea si eso es posible. También conviene protegerse debidamente. El fuego quema la piel (la cual tiene zonas especialmente sensibles), y puede prender llamas a la ropa fácilmente, pero empaparse en agua u otro líquido no inflamable dificulta arder. Si uno mismo es alcanzado por las llamas, puede intentar apagarlas (leer la descripción de esa situación más abajo).

  2. Estando acorralado (sin salida) por llamas en la naturaleza:
    - Zona forestal ardiendo por un incendio de gran tamaño, con abundancia de humo.Avisar de que uno está cercado por las llamas: Llamando los bomberos, y a los servicios médicos de emergencia si es necesario (hay una lista de números de teléfonos de emergencia de diversos países donde hablan el español aquí). Además, avisar a cualquier persona vista, o que pueda estar cerca, con gritos, gestos llamativos y señales de luz.
    - Resguardarse del cerco de llamas fuera de una casa: Estando fuera de una casa, es posible meterse en un hueco, o cavar uno mismo una zanja, o hacer un parapeto, para que le sirva a uno de refugio. Pero cualquier refugio o parapeto tiene que estar hecho o rodeado de materiales no-inflamables, por ejemplo: de piedra, o de tierra sin vegetación (y mejor si está humedecida con agua). Uno mismo puede sopesar la consistencia de su refugio o parapeto y cuánto lo protegerá. También conviene apartar las sustancias inflamables de los alrededores (toda la materia orgánica posible, papel, cartón, plásticos, gomas, madera, etc.). Protegerse del humo que llegue cubriéndose la nariz y la boca con algún tejido mojado con agua (no con sustancias inflamables).
    - Resguardarse del cerco de llamas dentro de una casa: Una construcción puede resistir las llamas durante un tiempo (si no está hecha de algún material que sea inflamable, como lo es la madera). Estando en una casa cercada por el fuego, apartar las sustancias inflamables de los alrededores (toda la materia orgánica posible, papel, cartón, plásticos, gomas, madera, etc.). Asegurarse de tener dentro lo necesario y una fuente de agua a la que conectar una manguera por si hay que usarla contra el fuego. También es posible regar la zona alrededor de la casa. Para facilitar el rescate, dejar luces encendidas y colocarse en un sitio visible. Todo lo demás es como en el caso descrito más arriba de quedar acorralado por el fuego dentro de una casa.
    - Arriesgarse a atravesar llamas: Es posible, antes de que sea tarde, o como un recurso desesperado, intentar escapar del cerco de fuego saltándolo por encima, o incluso intentar atravesarlo, tras protegerse debidamente. Pero la altura y la profundidad de las llamas tienen que permitir realizar eso con éxito, o al menos con daños menores. Y, antes de arriesgarse a intentarlo, conviene recordar que el contacto con el fuego quema la piel (la cual tiene zonas especialmente sensibles), y puede hacer que la ropa tome llamas fácilmente, aunque empaparse en agua u otro líquido no inflamable lo dificulta antes, y puede apagarlas después (leer debajo).Rodar por el suelo puede apagar a las llamas en la ropa.
- Si uno mismo es alcanzado por llamas: Es posible intentar apagarlas, sea mediante agua o líquidos no inflamables (incluso sumergiéndose en un espacio adecuado para ello, aunque así la ropa ganaría peso), o azotándolas (por ejemplo: con mantas o con trapos empapados en agua), o rodando por algún tramo conveniente de suelo,[14] o directamente con un extintor.
Además, humedecer la ropa dificulta que arda (excepto si es con sustancias inflamables como lo son el alcohol, muchas colonias y productos de limpieza, y combustibles como la gasolina y el diésel).

### Reacciones en vehículos que arden

#### Reacciones en un vehículo terrestre que arde o que está en una zona que arde
(en coches u otros vehículos de tierra, incluyendo a coche, carro, auto o automóvil, ciclomotor, moto, o motocicleta con o sin sidecar, motoneta, pasola, scooter o escúter, motocarro, moto-carro, mototaxi, moto-taxi, tukxi, tuk-tuk, tuctuc o tum-tum, triciclo, trike, trimoto, quad, cuatriciclo, cuatrimoto, cuadrimoto o four-track, furgoneta, furgón, caravana, autocaravana o roulotte, cabina de camión con o sin remolque, autobús, incluso automotor, tranvía, vagón de metro, metrotranvía, vagón de tren, ferrocarril, etc.):
Aparecería algún signo de incendio: olor a quemado, humo, llamas, etc. Entonces, una o más de las siguientes resoluciones serían aplicables, según cómo sea la situación:

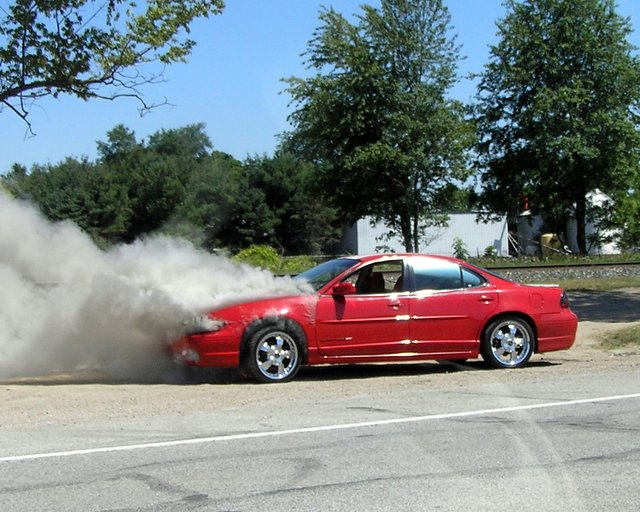
Un coche humea por incendio.

- Un coche humea por incendio.Si es el vehículo lo que arde: Detener al vehículo en el lugar más cercano y más seguro posible que haya, alejado de personas y otros vehículos (por ejemplo: en una zona de campo, y si es posible en alguna sin vegetación, o muy húmeda, donde sea difícil que las llamas se propaguen). Mientras el vehículo para, protegerse del humo y los vapores del incendio (leer más arriba acerca de evitar el humo y los vapores tóxicos), bloqueando su entrada hacia el interior del vehículo. Apagar el motor. Salir rápidamente del vehículo y alejarse (pues, en el peor de los casos, podría explotar).
Llamar por teléfono a los bomberos y a los servicios de emergencia si es necesario (hay una lista de números de teléfonos de emergencia de diversos países donde hablan el español aquí). Es posible utilizar un extintor hasta apagar el incendio completamente (igual que en otros fuegos manejables, leer más arriba acerca de cómo apagar un incendio), aunque recomiendan que sean bomberos quienes hagan esa tarea. Si una llama lo alcanza a uno, apagarla mediante agua (no con líquidos inflamables, como lo son el alcohol, muchas colonias y productos de limpieza, y los combustibles como la gasolina y el diésel), o azotándolas (por ejemplo: con mantas, o trapos húmedos), o rodando por el suelo (donde haya un tramo de suelo adecuado), o con un extintor.

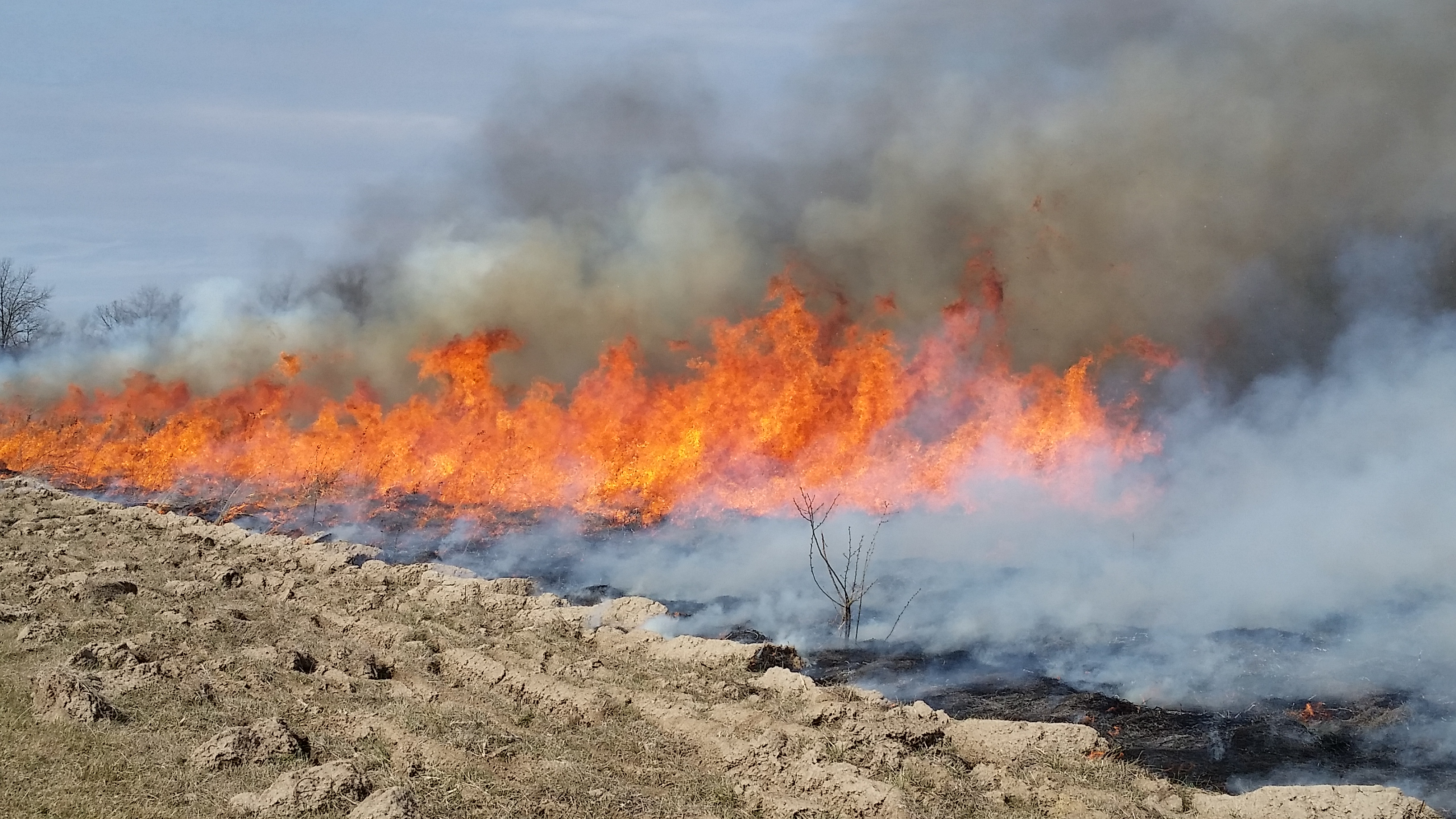
Un camino rodeado por las llamas de un incendio.

- Un camino rodeado por las llamas de un incendio.Si el vehículo está en mitad de una zona que arde: Protegerse del humo y los vapores del incendio y bloquear su entrada (leer más arriba acerca de evitar el humo y los vapores tóxicos). Calcular la profundidad y las vías de escape, y, si es posible, intentar conducir al vehículo fuera de la zona del incendio.
En caso de que sea totalmente imposible salir con el vehículo de la zona del incendio: Cuando las llamas son poco abundantes, es posible intentar utilizar extintores o agua para apagar el incendio rápidamente (leer más arriba acerca de cómo apagar un incendio). Llamar por teléfono a los bomberos y a los servicios de emergencia (hay una lista de números de teléfonos de emergencia de diversos países donde hablan el español aquí). Si el problema es que el vehículo no puede pasar por las salidas del incendio (pues son estrechas, o cuestas inasequibles) es posible plantearse pararlo y que los pasajeros salgan a pie por cualquiera de esas salidas antes de quedar acorralados por el fuego. Y, estando ya acorralados, aún existe la opción de intentar resistir dentro del vehículo cerrando sus puertas y ventanas, y tapando sus rendijas con tejidos o ropa (mejor húmedos) u otros materiales que no sean inflamables (son inflamables el papel, el cartón, el plástico, la madera, las gomas, etc.). Cuando las llamas ya han cercado completamente la zona, y es imposible atravesarlas con o sin vehículo, todo lo demás es como en el caso descrito más arriba acerca de reacciones estando acorralado (sin salida) por llamas en la naturaleza.

#### Reacciones en un vehículo acuático que arde
(en barcos o cualquier embarcación en general, incluyendo a barco, yate, barca de motor 'fuera-borda' o fueraborda, bote, patera, cayuco, diversos modelos de balsa, lancha neumática o zódiac, etc.):

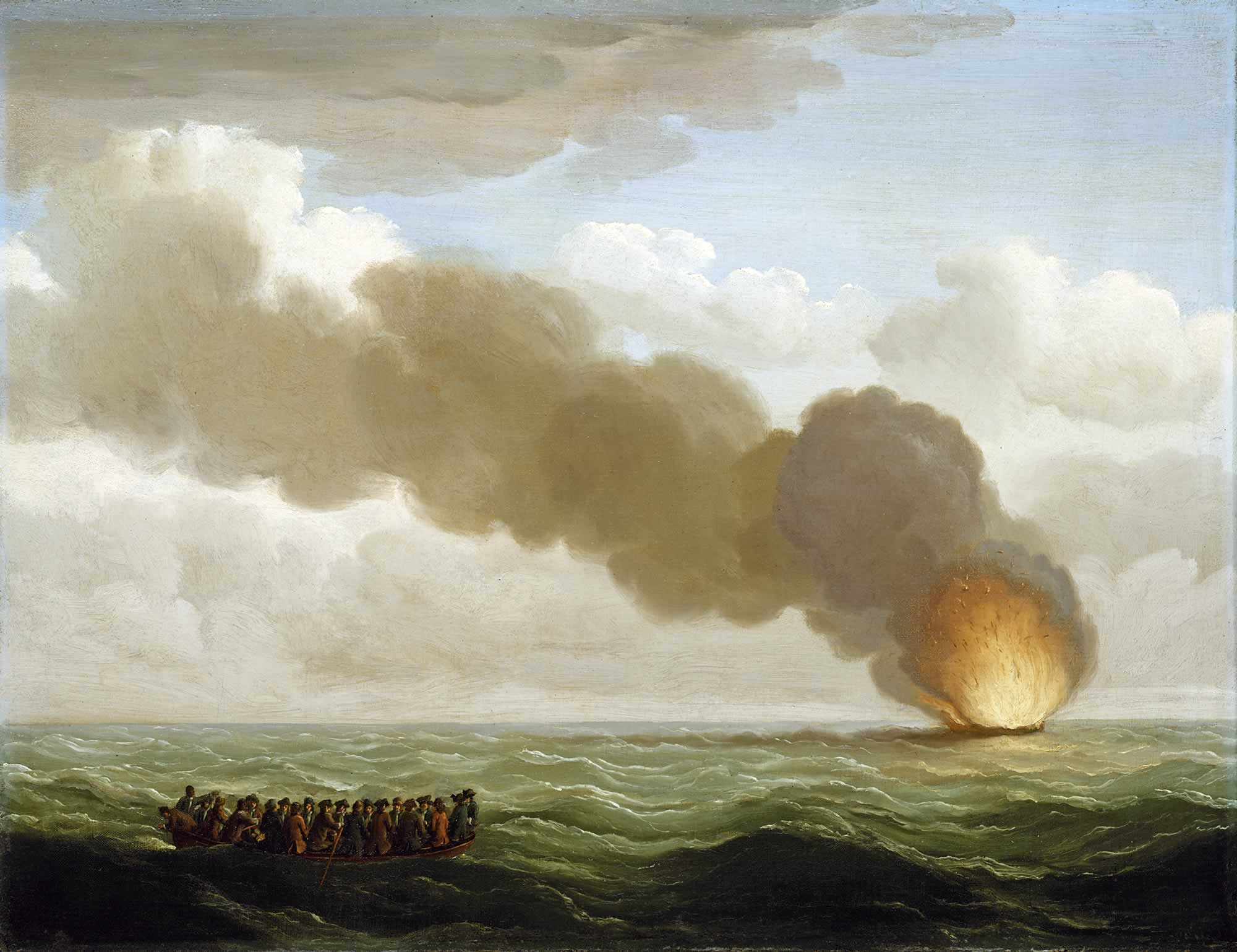
Lienzo de 1727 que representa el famoso hundimiento del navío 'Luxborough' por un incendio.

Habría algún signo de incendio, como olor a quemado, humo, llamas, etc. Entonces, una o más de las siguientes resoluciones serían aplicables, según cómo sea la embarcación:
Protegerse del humo y los vapores del incendio y bloquear su entrada (leer más arriba acerca de evitar el humo y los vapores tóxicos). Parar el motor. Cortar el gas si es necesario. Cortar la electricidad si es necesario (obviamente, todos los sistemas eléctricos desactivados dejarán de funcionar). Arriar las velas antes de que ardan, si eso es posible. Tomar todos los extintores que haya accesibles y sean necesarios. Localizar, si es posible, el origen del fuego: normalmente circuitos eléctricos, motor, batería, cocina o cualquier material inflamable por cigarrillos. Entonces apagar el incendio de alguna manera, si aún es posible (leer más arriba acerca de cómo apagar un incendio). Todo lo inflamable que sea un grave peligro tiene que quedar lejos de las llamas (incluyendo a motores de combustible y combustibles almacenados). Evitar que se queme la radiobaliza y especialmente la balsa salvavidas. Es posible cerrar compuertas para que haya menos oxígeno que alimente al fuego. Si una llama prende la ropa, apagarla mediante agua (no con líquidos inflamables, como lo son el alcohol, muchas colonias y productos de limpieza, y los combustibles como la gasolina y el diésel), o azotándolas (por ejemplo: con mantas, o trapos húmedos), o rodando por el suelo (en algún tramo de suelo adecuado), o con un extintor. Y, si el fuego crece demasiado, colocarse los chalecos salvavidas y subir todos a cubierta. Cuando un incendio es grande y ha quedado fuera de control, hay que abandonar la embarcación, en el momento adecuado para ello, pero ya prontamente.

#### Reacciones en un vehículo aéreo que arde

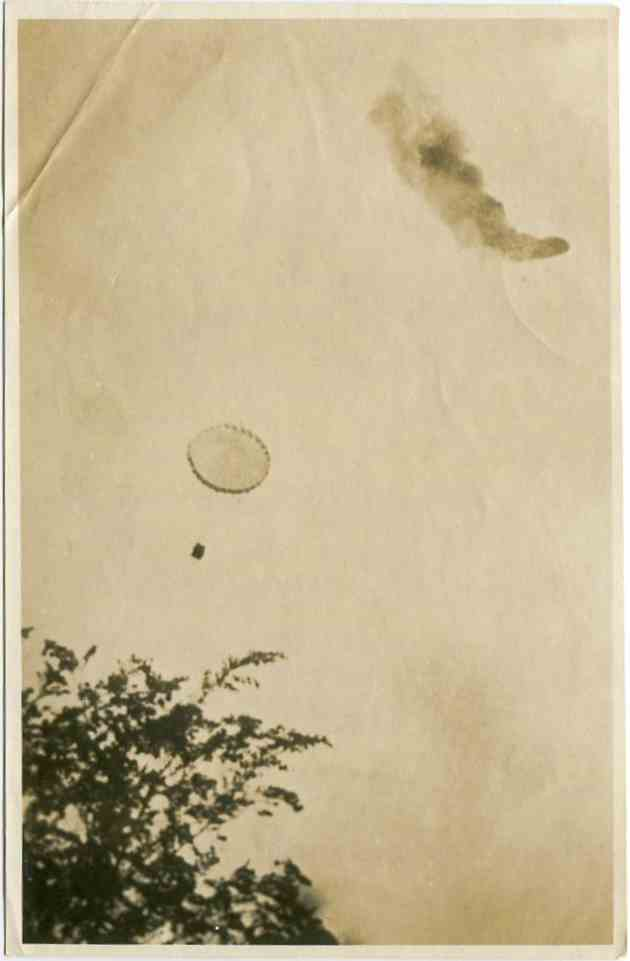
Tener suficientes paracaídas es útil en desastres aéreos.

(en aeronaves, aviones o vehículos de vuelo, voladores o volantes, incluyendo a avión, hidroavión, avioneta, ultraligero o ultraliviano, helicóptero, taxi volador, diversos modelos de globo aerostático, etc.):
Sería notado algún signo de incendio: olor a quemado, humo, llamas, etc. Protegerse del humo y los vapores que desprenda (leer más arriba acerca de evitar el humo y los vapores tóxicos). No utilizar productos inflamables, como la mayoría de los sprays (aerosoles).
A partir de ahí, las principales reacciones consisten en evitar que el fuego se acerque a las zonas inflamables del vehículo (principalmente a combustibles, especialmente en el motor), e intentar apagar ese incendio (leer más arriba acerca de cómo apagar un incendio), normalmente con extintores. Si una llama alcanza la ropa, apagarla mediante agua (no con líquidos inflamables, como lo son el alcohol, muchas colonias y productos de limpieza, y los combustibles como la gasolina y el diésel), o azotándolas (por ejemplo: con mantas, o trapos húmedos), o rodando por el suelo (en algún tramo de suelo adecuado), o con un extintor.
Para casos en los que un incendio grave no puede ser apagado, existen maniobras de aterrizaje y amerizaje de emergencia, y algunos vehículos aéreos contienen (o deberían contener) paracaídas, y chalecos salvavidas para el agua, los cuales permiten desalojar a los pasajeros.

## Origen de un incendio

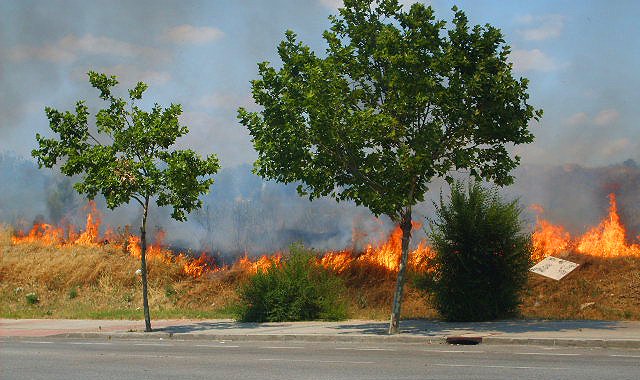
Incendio espontáneo de rastrojos. El fuego sobre vegetación reseca es peligroso, especialmente en verano.

Los fuegos (pues 'fuego' es un término más amplio que el de 'incendios') pueden empezar por diversas causas conocidas.
Tales causas pueden ser:  

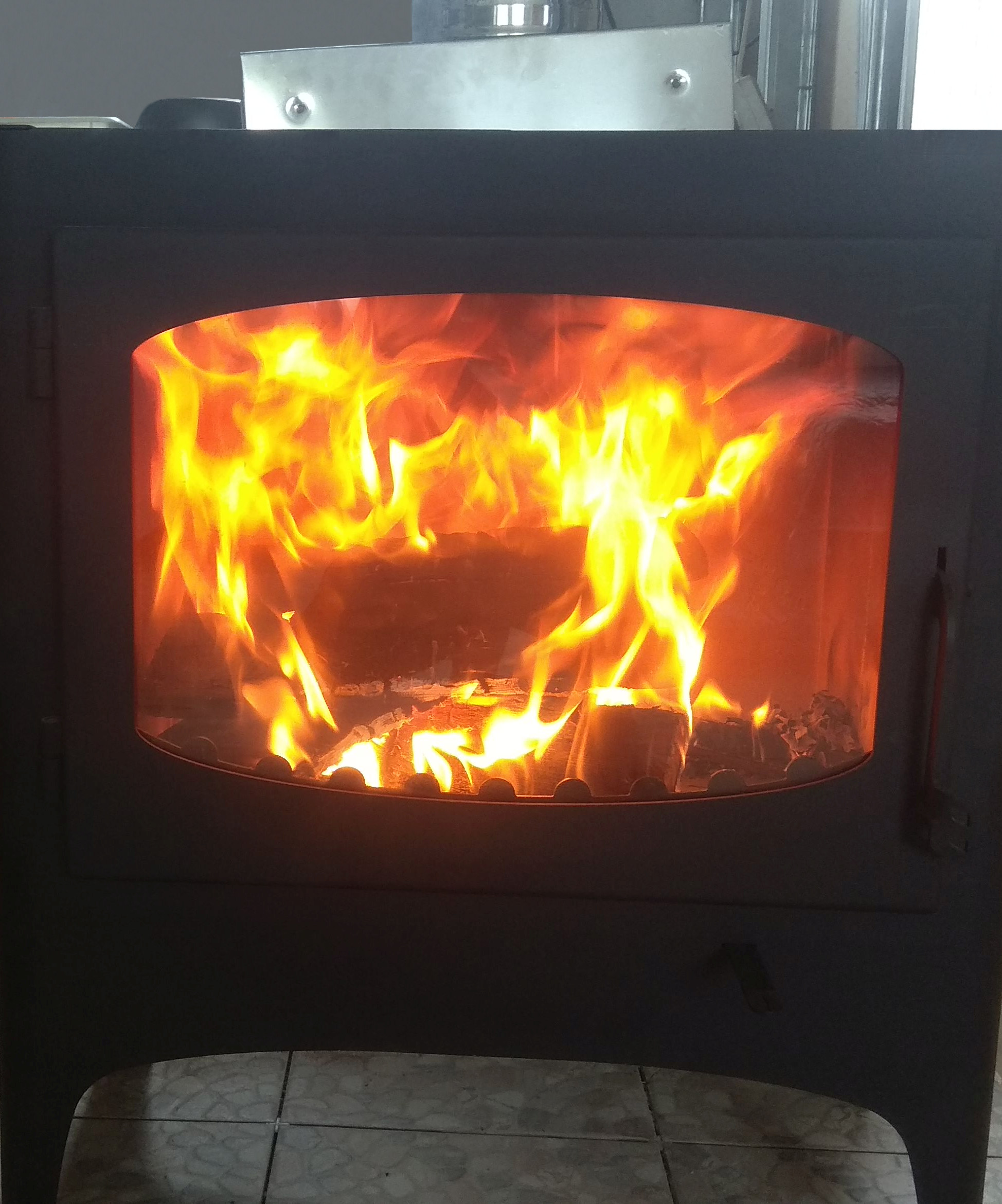
Una estufa (sea de leña, eléctrica o de otro tipo) puede causar incendios accidentales.

- Enganches ilegales a la red eléctrica (para evadir pagar) que tienen defectos y fallan.
- Fallos en las instalaciones eléctricas o de combustión, como las calderas.
- Escapes de combustible inflamables: gas (presente en muchas cocinas), combustibles como la gasolina y el diésel (gasoil), etc.
- Fallos en el funcionamiento o en el uso de fuentes de calor (como las estufas).
- Accidentes en la cocina.
- Accidentes con fuegos que se expanden, como hogueras no separadas por materiales ignífugos (principalmente piedras). Las quemas de rastrojos, las barbacoas y las hogueras conllevan peligro de incendio, especialmente en verano, por lo que a veces están prohibidas.
- Accidentes con instrumentos con fuego y/o calor, como velas, mecheros, fósforos, cigarrillos y otros aparatos y sustancias (especialmente cuando los niños juegan con ellos).

Además, existen los incendios provocados intencionalmente, lo cual es un acto de vandalismo y por ello un delito penado con prisión.
El fuego puede propagarse rápidamente desde unas estructuras hacia otras, especialmente hacia aquéllas que no cumplen las normas de seguridad contra incendios, y carecen de sistemas de protección pasiva y activa contra ellos, agravándose así.
Por ello, muchos municipios ofrecen servicios de bomberos para extinguir los posibles incendios rápidamente.

## Clases de incendio

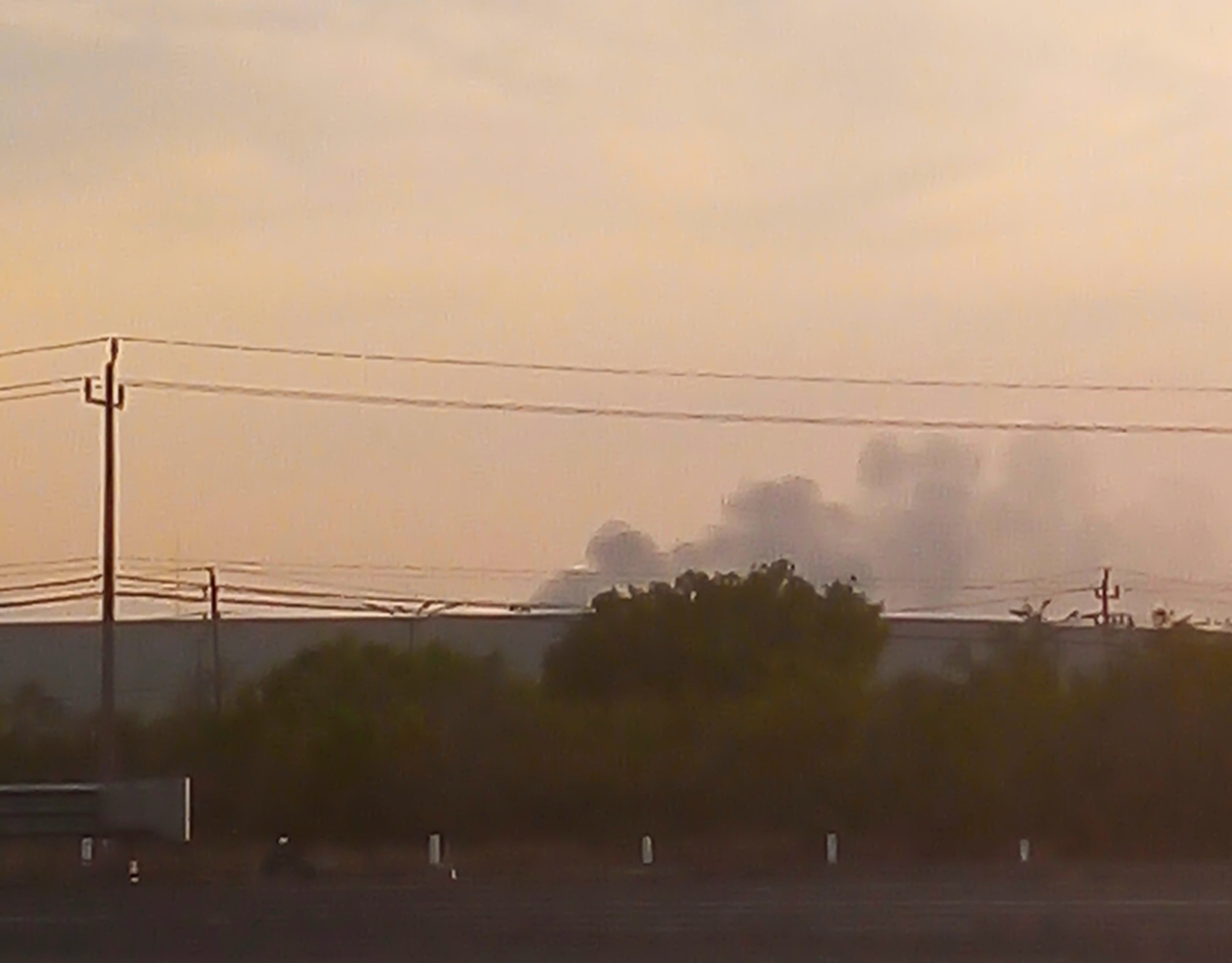
Humo de un incendio en Salinas Victoria durante la época de incendios forestales en México.

Para efectos de clasificación de los incendios, las clasificaciones más extendidas son la estadounidense y la clasificación europea.

### Estados Unidos y México
En Estados Unidos y en México los fuegos se clasifican en cinco grupos: A, B, C, D y K.
- Clase A: fuegos que implican madera, tejidos, goma, papel y algunos tipos de plástico o sintéticos.
- Clase B: fuegos que implican gasolina, aceites, pintura, gases y líquidos inflamables y lubricantes.
- Clase C: son aquellos fuegos que comprometen la parte eléctrica.
- Clase D: fuegos que implican metales combustibles, como el sodio, el magnesio o el potasio, u otros que pueden entrar en ignición cuando se reducen a limaduras muy finas.
- Clase K: La clase K (kitchen) es indicada principalmente para fuegos en cocinas; se refiere a los incendios que implican grandes cantidades de lubricantes o aceites. Aunque, por definición, la clase K es una subclase de la clase B, las características especiales de estos tipos de incendios se consideran lo suficientemente importantes como para ser reconocidos en una clase aparte. En Europa corresponde a la clase E, pues las clases de fuegos siguen el abecedario A, B, C, D y E.

### Australia y Europa

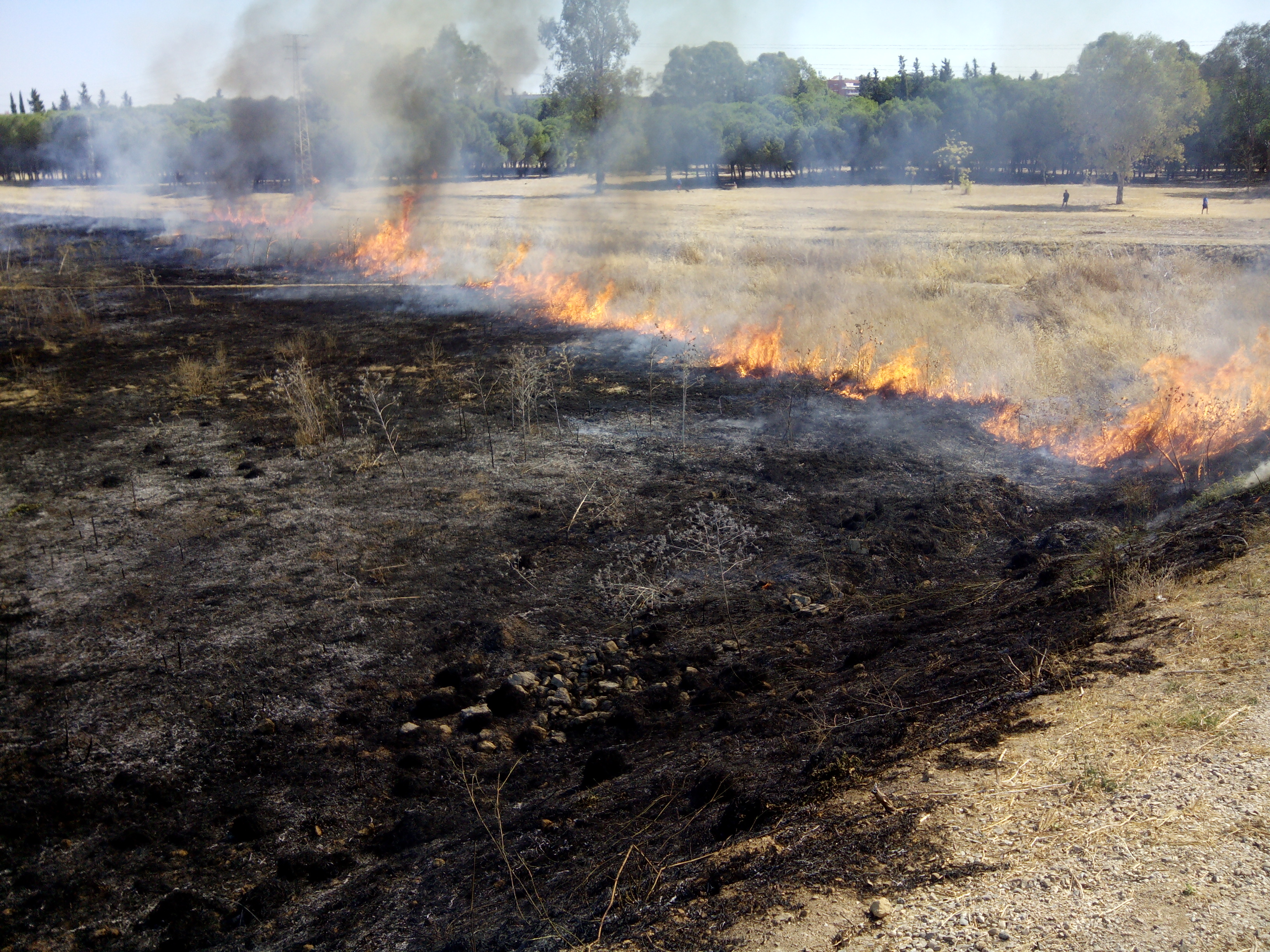
Pequeño incendio de pasto en Sevilla.

En Australia los incendios se clasifican en seis grupos, y en cinco en la Comunidad Europea:
- Clase A: Son los fuegos de materiales sólidos, generalmente de naturaleza orgánica, cuya combustión se realiza normalmente con la formación de brasas, como la madera, tejidos, goma, papel y algunos tipos de plástico.
- Clase B: Son los fuegos de líquidos o de sólidos licuables,[22] como el petróleo o la gasolina, pintura, algunas ceras y plásticos.
- Clase C: incendios que implican gases inflamables, como el gas natural, el hidrógeno, el propano y el butano.
- Clase D: incendios que implican metales combustibles, como el sodio, el magnesio, el potasio y muchos otros cuando están reducidos a virutas muy finas.
- Clase E: incendios en equipos o instalaciones eléctricas. Esta clase ya no existe en la regulación europea.
- Clase F: Son los fuegos derivados de la utilización de aceites. Las altas temperaturas de los aceites en un incendio exceden con mucho las de otros líquidos inflamables, haciendo inefectivos los agentes de extinción normales.[23][24]